# Der Mann, den sein Gewissen trieb
Der Mann, den sein Gewissen trieb ist ein US-amerikanisches Spielfilmdrama mit pazifistischer und völkerversöhnender Botschaft aus dem Jahre 1932. Regie führte Ernst Lubitsch. Die Hauptrollen sind mit Lionel Barrymore, Nancy Carroll und Phillips Holmes besetzt.

## Handlung
Paris, am 11. November 1919. Frankreich feiert in einer großen Militärparade den ersten Jahrestag des den Ersten Weltkrieg beendenden Waffenstillstands. Es läuten die Glocken, und Kanonen schießen zu Ehren der Gefallenen Salut. In diese feierliche Szenerie werden Bilder von einem Lazarett hineingeschnitten, in dem Kriegsversehrte ihrer Genesung entgegensehen. Einer von ihnen wird offensichtlich von seiner Vergangenheit im Felde seelisch gequält. Es ist der junge Franzose Paul Renard, der seinem Gefühl der Schuld, das ihn bis in seine Träume hin verfolgt, nicht entgehen kann. Nun sitzt der Musiker in einer der Kirchen, in der ein Gedenkgottesdienst abgehalten wird. Als die Feierlichkeiten vorüber sind und sich das Gotteshaus allmählich geleert hat, geht Renard auf einen Priester zu, dem er seine Schuld beichten möchte.
Im Krieg an der deutsch-französischen Front habe er, im Schützengraben liegend, im Nahkampf den jungen deutschen Soldaten Walter Hölderlin getötet. Ehe dieser starb, habe er noch kurz einige Worte mit ihm ausgetauscht. Renard erhält vom Feldgeistlichen die Absolution, doch auch danach findet sein Gewissen keine Ruhe. Die Seelenqual wird derart heftig, dass er sich zu einem dramatischen Schritt entschließt: er will die Familie des gefallenen Deutschen, dessen Adresse er auf dem Briefkuvert des Toten entdeckt hatte, aufsuchen, um diese um Verzeihung zu bitten. Dort angekommen, muss er erkennen, wie stark die Trauer und das Leid diese Familie angesichts des herben Verlusts erfasst hat. Der Vater des von ihm Getöteten, Dr. Hölderlin, verweigert sich ihm zunächst und heißt Paul auch nicht in seinem Heim willkommen. Das Eis beginnt erst in dem Moment langsam zu schmelzen, als Elsa, die Verlobte des toten Walter Hölderlin, herausbekommt, dass es Paul war, der Blumen am Grabe Walters hinterlegt hat.
Paul glaubt, nunmehr von seinem ursprünglichen Plan abrücken zu müssen, da er befürchtet, dass die ersten Schritte der Versöhnung zwischen ihm, dem Franzosen, und seiner deutschen Gastfamilie durch die Wahrheit in Sekundenschnelle zerstört werden würden. Und so erfindet er eine Notlüge, weshalb er die Hölderlins aufgesucht habe. Er sagt, er sei einst ein Kommilitone Walters gewesen, und beide hätten sich vor 1914 in Paris beim Studium im Konservatorium kennen gelernt. Familie Hölderlin heißt nun den Fremden, dessen Anwesenheit langsam die tiefsitzende Trauer um den gefallenen Sohn zu lösen beginnt, willkommen, auch wenn die kleinstädtischen Einheimischen den Kontakt der Familie mit dem „Welschen“ zutiefst missbilligen und diesem misstrauen. Elsa fasst am schnellsten Vertrauen zu Paul, da er dank seiner angeblichen „Freundschaft“ zu Walter für sie die engste Verbindung zu ihrem Ex-Verlobten bedeutet. Sie zeigt ihm in ihrer Vertrauensseligkeit sogar sein Schlafzimmer. Da bricht es aus Paul heraus: er gesteht, dass er damals im Kriege Walter umgebracht habe. Elsa beschwört Paul, für den sie allmählich Gefühle entwickelt, nichts davon der Hölderlin-Familie zu erzählen. Diese hat nämlich durch Pauls Auftreten ihren Frieden mit dem „Erbfeind“ geschlossen, und sogar der alte, skeptische Dr. Hölderlin beginnt, Paul Renard wie einen eigenen Sohn anzunehmen: er überlässt Renard sogar Walters Geige, die dieser sofort zu spielen beginnt, während Elsa ihn am Klavier begleitet.

## Produktionsnotizen
Der in den USA produzierte Film mit dem Titel Broken Lullaby entstand 1931 und wurde am 19. Januar 1932 uraufgeführt. In Deutschland passierte der Film unter dem Titel Der Mann, den sein Gewissen trieb am 26. Juli 1932 die erste und am 27. Oktober 1932 die zweite Filmzensur. Ein Jugendverbot wurde jeweils ausgestellt. Die deutsche Erstaufführung erfolgte am 15. November desselben Jahres. Nachdem nur zweieinhalb Monate später in Deutschland die Nationalsozialisten an die Macht gekommen waren, geriet der pazifistische und völkerversöhnende Film rasch auf den Index: Am 17. Mai 1933 wurde Der Mann, den sein Gewissen trieb von der nationalsozialistischen Filmzensur wieder verboten.
Die Bauten schuf Hans Dreier.
Der Film wurde zunächst unter dem Titel The Man I Killed gedreht. Dann änderte man ihn in The Fifth Commandment, um, wie es hieß, „falsche Erwartungen in den Köpfen des Publikums, den Inhalt der Geschichte betreffend, zu vermeiden“. Schließlich wurde der Film unter dem Titel Broken Lullaby herausgebracht. Der Film, eines der unbekanntesten Werke Lubitschs, war ein kommerzieller Misserfolg wie die meisten seiner Regieausflüge in das dramatische Fach. Der Wahl-Amerikaner sollte seitdem nur noch leichte, komödiantische Stoffe inszenieren.

## Kritiken
In der New York Times befasste sich Starkritiker Mordaunt Hall mit dem Lubitsch-Film. Dort hieß es am 20. Januar 1932: „Ernst Lubitsch, der deutsche Meisterregisseur, hat seine Aufmerksamkeit von frivolen Komödien zu einem ironischen, sentimentalen Nachkriegsfilm namens "The Man I Killed" umgelenkt, einer Adaptation eines Stücks von Maurice Rostand. Dieser Film … ist ein weiterer Beweis für Herrn Lubitschs Genie, da seine tränenreiche Geschichte in poetischer Weise ausgebreitet wird, mit einer ausgezeichneten Performance von Lionel Barrymore und der feinen Schauspielkunst von Phillips Holmes und Nancy Carroll. Es besitzt eine Moral - eine pazifistische, die das Publikum berührt - und sollte Pathos bemüht worden sein, so gibt es doch keinen Grund, die menschlichen und wahrhaftigen Qualitäten dieser einfachen Geschichte in Abrede zu stellen. Jede Sequenz ist mit Aufrichtigkeit und großer Sorgfalt gestaltet worden. Die unterschiedlichen Szenen sind in bewundernswerter Kunstfertigkeit fotografiert worden. Es gibt sogar Momente von leichtem Humor. Eine Episode, die mit Kleinstadt-Klatschmäulern zu tun hat, erinnert einen an die Art, wie der verstorbene F. W. Murnau den alten Stummfilmklassiker "Der letzte Mann" gestaltet hat.“

„Mit seinem ersten Tonfilmdrama, THE MAN I KILLED, erklärt der deutsche Filmregisseur Ernst Lubitsch die so genannte Technik, die ihm ermöglicht, mit offensichtlicher Leichtigkeit von der Komödie zum Drama zu wechseln, vom Musical zum Nicht-Musical, egal, um welches Thema es sich handelt, ohne dass die Produktion darunter leidet.“

„Ein Antikriegsfilm, gegen Völkerhaß und für Versöhnung. Aus privaten Schicksalen wird eine allgemeingültige Anklage und Mahnung geformt.“

„Der beste Tonfilm, den man je gesehen und von dem man je gehört hat.“

„Gut gemacht, aber thematisch schwergewichtig und handlungsarm … kaum abgestimmt auf die Kundschaft als Ganzes.“

„Ich kann an mich an keinen Film erinnern, der so wunderbar gemacht wurde, so durch und durch fein in seiner Durchführung.“

„Lubitsch kann seinem eigenen Talent nicht völlig entkommen, und der Film ist auch schön gearbeitet, aber er verwechselte Eintönigkeit und sentimentalen Kitsch mit ironischer, poetischer Tragödie.“

Im Lexikon des internationalen Films ist zu lesen: „Ein Tonfilm, aber noch ganz in den Stilformen des Stummfilms inszeniert: Die Bewegungen und Gesten sind langsam und intensiv, voller Zwischentöne und Nuancen. Der Film propagiert Versöhnung, Toleranz und Liebe als Heilmittel der tiefsten Wunden. Er enthält auch eine für Lubitsch besonders typische und berühmte Szene: Wenn der Franzose und das Mädchen durchs Dorf gehen, bleibt die Kamera bei ihnen, zeigt, wie sie sich ineinander verlieben. Die Tonspur verrät eine andere Geschichte, die der Gaffer und Neider, die neugierig ihre Türen öffnen, deren Glöckchen verräterisch klingelt.“